# .gd
.gd És el domini de primer nivell territorial (ccTLD) per Grenada.